# Gerhard Nitschke
Gerhard Nitschke (* 13. März 1933 in Danzig; † 31. Juli 2005 in Düsseldorf) war ein deutscher Architekt, der in Düsseldorf tätig war. Neben seinem Beruf als Architekt war Nitschke in vielen Bereichen ehrenamtlich tätig, etwa im Adalbertus-Werk e.V., dem Bildungswerk der Danziger Katholiken, dessen 1. Vorsitzender er war. Auch die Arbeit in der deutschen Montessori-Szene ist eng mit seinem Namen verbunden. 1971 war er Mitbegründer der Arbeitsgemeinschaft deutscher Montessori-Vereine, deren Vorsitzender er bis zum Jahr 2002 blieb. Außerdem war die Tätigkeit im Bund Neudeutschland (ND) und der Gemeinschaft Katholischer Männer und Frauen (KMF) ein wichtiger Bestandteil seines Lebens.

## Leben
Nitschke war der erste Sohn des Steuerinspektors Johannes Nitschke und seiner Ehefrau Irene, geb. Turski. Ein Jahr später wurde sein Bruder geboren. Die Familie war katholisch geprägt und engagiert.
Von 1939 bis 1943 besuchte Nitschke die Volksschule in Zoppot, dann bis zum Ende des Zweiten Weltkriegs 1945 das dortige Gymnasium. Am 22. September 1945 wurde die Familie vertrieben und floh zunächst in verschiedene Flüchtlingslager in der sowjetischen Besatzungszone. Im Dezember 1945 zog die Familie nach Westdeutschland und traf dort den Vater Johannes Nitschke wieder.
- 1945–50 wohnhaft in Werne a. d. Lippe
- 1946–48 Rektoratschule in Werne a. d. Lippe
- 1948–50 Gymnasium in Lünen
- 1950 Umzug der Familie nach Dortmund

1951 starb der Vater durch einen Verkehrsunfall. Im Folgejahr absolvierte Nitschke das Abitur am Helmholtz-Gymnasium in Dortmund. Von 1952 bis 1959 studierte Nitschke an der Technischen Hochschule Hannover Architektur, Kunstgeschichte und Musikgeschichte. 1959 schloss er das Studium als Dipl.-Ing. Architekt ab.
- 1959–64 Tätigkeit als Angestellter in verschiedenen Architekturbüros in Münster und Düsseldorf
- 1963 Gewinn eines Kirchenbauwettbewerbs in Düsseldorf, Basis zur Selbständigkeit
- Ab 1964 freiberuflicher selbständiger Architekt in Düsseldorf, Arbeitsgebiete: Kirchenbau, Sozialbau, Wohnungsbau, Institutsbau
- Seit 1970 Mitglied des Bundes Deutscher Architekten BDA
- Seit 1971 Mitglied der Architektenkammer NRW

Nitschke war verheiratet mit der gebürtigen Danzigerin Regina Reier. Das Ehepaar hatte zwei Kinder.

## Werke
- Kirche St. Norbert in Düsseldorf-Garath
- Kirche Hl. Familie in Mettmann-Metzkausen
- Orgel in der Basilika St. Suitbertus in Düsseldorf-Kaiserswerth

## Auszeichnungen
- 1988: Silbernes Olivenblatt der Danziger Katholiken in Deutschland
- 1988: „BENE MERITO DIOECESI GEDANENSI“ in Gold
- 1994: Bundesverdienstkreuz am Bande
- 1999: St.-Adalbert-Medaille der Stadt Danzig
- 1999: Kavalierkreuz des Verdienstordens der Republik Polen